# Zollwert
Der Zollwert einer Ware ist der Wert, der für die Berechnung der Zollschuld zu Grunde gelegt wird. Der Zollwert setzt sich aus dem Rechnungsbetrag, Hinzurechnungen und Abzügen zusammen. Ein Beispiel wäre u. a. die anteiligen Fracht- und Versicherungskosten bis zum Ort des Verbringens der Europäischen Union. Der Zollwert ist also vereinfacht gesagt der Wert der Ware beim Grenzübertritt in das Zollgebiet der Europäischen Union.
Der Zollwert kommt nur bei Wertzöllen (z. B. 10 % des Zollwertes der T-Shirts) zur Anwendung, nicht bei spezifischen Zöllen (z. B. EUR 2 pro Stück T-Shirt).
Grundlage für die Ermittlung des Zollwertes ist in der Regel der Rechnungspreis, abzüglich eventuell Skonto, und die durch INCOTERMS ausgedrückte Lieferbedingung.

## GATT-Zollwertkodex
1947 wurde im Rahmen des GATT erstmals mit Artikel VII eine weltweit anerkannte Regelung für die Wertverzollung eingeführt. Vorher gab es keine internationale Regelung hinsichtlich der Ermittlung des Zollwertes und die verschiedenen Zollsysteme unterschieden sich zum Teil erheblich.
Im Art. VII wurde das "actual value" als Grundlage für den Zollwert festgelegt. Dies sollte der wirklich für die Ware im freien Handel erzielbare Preis sein. Es wurde also nicht der Preis des tatsächlichen Handelsgeschäftes zu Grunde gelegt, sondern ein fiktiver Durchschnittspreis.
Diese Durchschnittspreise wurden so gut es ging in den "Brüsseler Begriffsbestimmungen über den Zollwert" festgelegt, aber das System erwies sich als völlig unbrauchbar.
Erst im Jahre 1979 wurde der fiktive Durchschnittspreis nach langen Verhandlungen im GATT-Zollwertkodex (GZK) durch den Preis, zu dem die zu bewertende Ware tatsächlich verkauft wurde, ersetzt. Dieser Transaktionswert war nicht mehr virtuell, sondern auf jedes einzelne Handelsgeschäft bezogen.

## Zollwertermittlung
Für die Ermittlung des Zollwertes wurde durch den GATT-Zollwertkodex (GZK) ein Stufensystem eingeführt. Diese sollte auch solche Fälle abdecken, in denen eine Ermittlung des Transaktionswertes nicht möglich war.
Dieses System ist wie folgt aufgebaut:

Als Zollwert wird für die Berechnung der Zollschuld zu Grunde gelegt:
- der Transaktionswert der eingeführten Waren (Art. 1 GZK)
- der Transaktionswert für gleiche Waren (Art. 2 GZK)
- der Transaktionswert für gleichwertige Waren (Art. 3 GZK)
- ein nach der deduktiven Methode berichtigter Verkaufspreis im Einfuhrland (Art. 5 GZK)
- ein aus den Herstellungskosten berechneter Wert (Art. 6 GZK)
- der nach der so genannten Schlussmethode geschätzte Wert (Art. 7 GZK)

Dieses Stufensystem ist von oben nach unten für die Zollwertermittlung abzuarbeiten und die jeweils oberste anwendbare Stufe für die Zollwertermittlung zu verwenden. Daher wird dieses System auch „Zollwerttreppe“ genannt. In den meisten Fällen wird der Zollwert anhand des Transaktionswertes der eingeführten Waren ermittelt. Die anderen Regelungen beziehen sich auf mehr oder weniger seltene Sonderfälle und Ausnahmen.

## Zollrecht der EU
Die Vorgaben des GATT-Zollwertkodex waren in den Artikeln 28 bis 36 des Zollkodex der Gemeinschaften in EU-Recht umgesetzt.

In Deutschland kamen meist nur zwei von den sechs Methoden zur Anwendung:

1. Der Transaktionswert für die eingeführte Ware (Art. 29 ZK) und, wenn danach der Zollwert nicht ermittelt werden kann,

2. Die Schlussmethode (Art. 31 ZK).
Seit Inkrafttreten der Verordnung (EU) Nr. 952/2013 (Unionszollkodex) am 1. Mai 2016 sind dessen Regelungen anzuwenden, welche ebenfalls die Vorgaben des GATT-Zollwertkodex umsetzen.

Die Prüfschritte sind dabei in Reihenfolge der Artikel 70 Abs. 1 UZK und Artikel 74 UZK abzuarbeiten. Das ergibt sich auch daraus,
dass der UZK in Artikel 70 von vorrangiger Methode spricht und Artikel 74 als nachrangige Methoden der Zollwertbestimmung überschrieben ist.
1. Transaktionswert (TAW) eingeführter Waren Art. 70 UZK 

2. TAW gleicher Waren𝛂 Art. 74 (2) a) UZK 

3. TAW ähnlicher Waren𝛃 Art. 74 (2) b) UZK

4. Deduktiver Wert Art. 74 (2) c) UZK 𝛄 

5. Errechneter Wert Art. 74 (2) d) UZK 𝛄

6. Wert nach der Schlusswertmethode Art. 74 (3) UZK
𝛂 Definition "gleiche Ware" in Art. 1 (2) Nr. 4 UZK-IA 

𝛃 Definition "ähnliche Ware" Art. 1 (2) Nr. 14 UZA-IA 

𝛄 Bei der Reihenfolge c) und d) des Art. 74 hat der Schuldner ein Wahlrecht 

## Beispiel für die Zollwertberechnung
```
Incoterm
: EXW
Rechnungspreis: 1.000 
EUR

Frachtkosten bis zur Gemeinschaftsgrenze: 300 EUR
Versicherungskosten bis zur Gemeinschaftsgrenze: 100 EUR
Zollwert: 1.000 + 300 + 100 = 
1.400 EUR
```

```
Incoterm: CIF Hamburg² (= Entladehafen und Eingang in die Gemeinschaft.)
Rechnungspreis: 1.500 EUR
Der Rechnungspreis enthält sämtliche Elemente des Zollwerts³
Zollwert: 1.500 EUR
```

```
Anmerkungen:
² Ein Incoterm muss immer den Ort angeben, ab bzw. bis zu dem er gilt.
³ Vorausgesetzt, dass nicht weitere, nicht berechnete Elemente
  wie z. B. Lizenzgebühren, Wiegegebühren oder Beistellungen existieren.
```